# SAVAK
La SAVAK (en persa: ساواک, abreviatura de سازمان اطلاعات و امنیت کشور Sazeman-e Ettela'at va Amniyat-e Keshvar, Oficina de Inteligencia y Seguridad Nacional) fue el servicio de inteligencia y seguridad interior de Irán entre 1957 y 1979, durante el reinado de Mohammad Reza Pahleví. También ejerció las funciones de policía secreta. La SAVAK fue considerada la institución más temida y odiada de Irán.

## Historia
La SAVAK estuvo siempre asociada con la agencia americana de inteligencia CIA, así como por el uso de tortura y las ejecuciones sumarias a opositores al régimen. Entre sus funciones también se encontraban la censura de toda clase de prensa, libros y películas. La actuación de la SAVAK no se limitaba solo al territorio nacional iraní: en 1967, durante una visita del Sah al Berlín oeste, un grupo de agentes del SAVAK que se encontraban allí presentes atacaron a los manifestantes alemanes que coreaban consignas contra Mohammad Reza Pahlaví.
El primer director del organismo fue Teymur Bajtiar, que ocupó el cargo entre 1957 y 1961. De acuerdo a algunas fuentes, en su momento cumbre la SAVAK dispuso de al menos 60.000 agentes y oficiales, mientras que otros autores hablan de una cifra más realista que estiman entre 4.000 y 6.000 miembros.
El punto de inflexión de la SAVAK se dio a partir de febrero de 1971, con el ataque de la Organización de Guerrilleros Fedayines del Pueblo de Irán contra un puesto de la gendarmería iraní en la población guilaní de Siahkal, junto al mar Caspio. A partir de entonces la escalada de violencia represiva contra la oposición iraní alcanzó unos niveles nunca vistos. El historiador Ervand Abrahamian ha establecido entre 1971 y 1979 como el periodo más violento de la SAVAK, con 368 guerrilleros asesinados (incluyendo los líderes del OMPI) y al menos otros 100 prisioneros políticos ejecutados. Además de las torturas, los prisioneros también eran maltratados mediante humillaciones, violaciones sexuales o desnudados. Tras la revolución de 1979 pocos de sus más de 4.000 agentes sobrevivieron, en su mayoría aquellos que estaban en su momento fuera del país. Después de la caída del Shah fue sustituido por el SAVAMA (abreviación de Sazman-e Ettela'at va Amniat-e Melli-e Iran), en la actualidad denominado Ministerio de Información y Seguridad del País.